# 比耶夫尔 (阿登省)
比耶夫尔（法語：Bièvres，法語發音：[bjɛvʁ] ⓘ）是法国大東部大區阿登省的一个市镇，属于色当区。

## 地理
比耶夫尔（49°33'24"N, 5°15'54"E）面积7.3 平方千米，位于法国大東部大區阿登省，该省份为法国北部内陆省份，西接埃纳省，南至马恩省，东临默兹省，北与比利时接壤。
与比耶夫尔接壤的市镇（或旧市镇、城区）包括：希耶尔河畔拉费泰、马尔居、锡尼-蒙利贝尔、布鲁埃讷、绍旺西圣于贝尔、拉穆伊、托讷勒蒂勒。

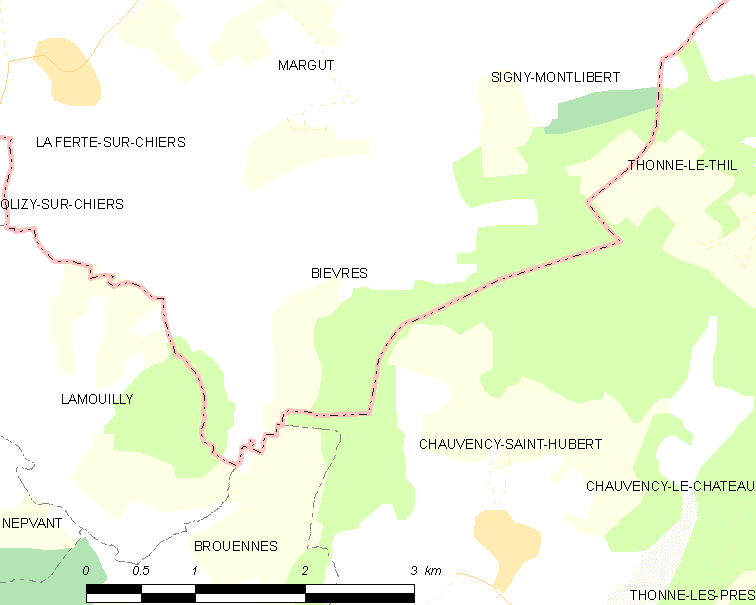
的OSM定位图

比耶夫尔的时区为UTC+01:00、UTC+02:00（夏令时）。

## 行政
比耶夫尔的邮政编码为08370，INSEE市镇编码为08065。

## 政治
比耶夫尔所属的省级选区为卡里尼昂县。

## 人口

1962-2008年间人口变化图示

比耶夫尔于2022年1月1日时的人口数量为46人。